# Каталонський крем

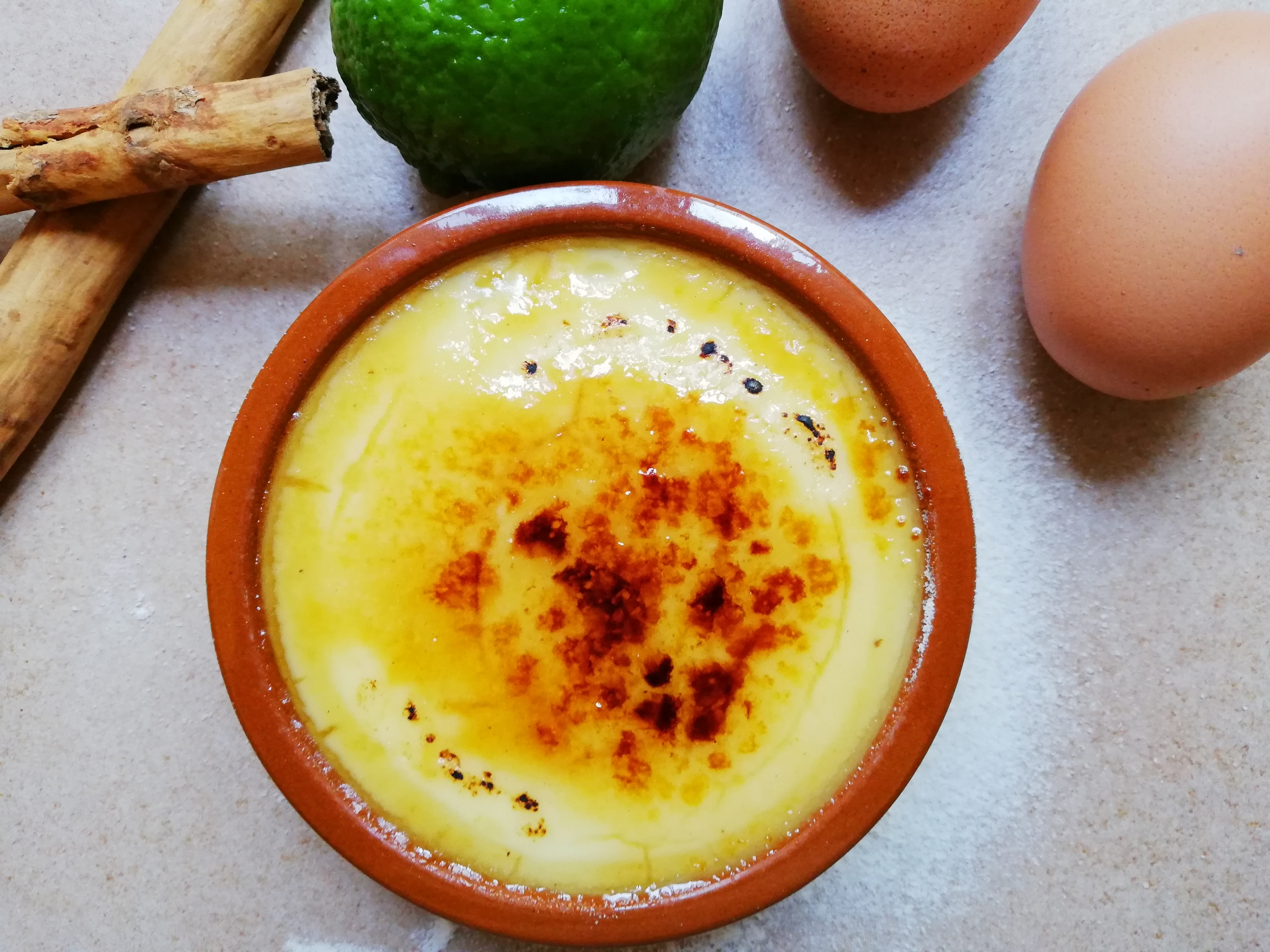
Каталонський крем

Катало́нський крем або крем-брюле́ по-катало́нському (кат. crema catalana або crema cremada, crema de Sant Josep, вимова [ˈkɾεmə kətəˈłanə]) — традиційна страва каталонської кухні. 
Каталонський крем є найвідомішим каталонським десертом, він дуже схожий на французький крем-брюле, але на відміну від нього готується не на вершках, а на молоці.

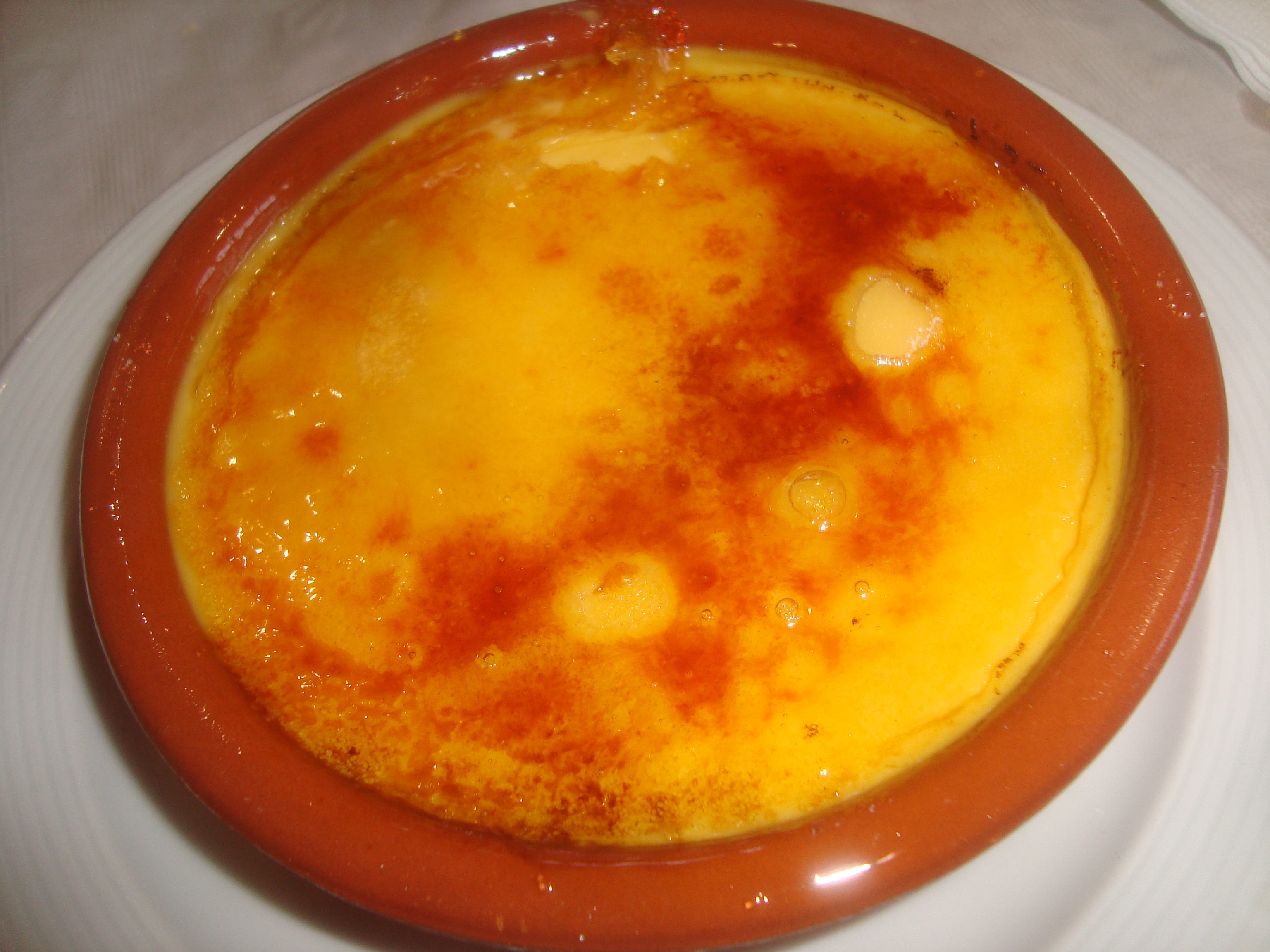
Катало́нський крем або крем-брюле́ по-катало́нському.